# Pedro Benedit Horruytiner
Pedro Benedit Horruytiner y Catalán (Zaragoza, 1613–San Agustín de la Florida, 20 de noviembre de 1684) fue un militar español, gobernador interino de la Florida española junto con Francisco Menéndez Márquez entre 1646 y 1648, y gobernador interino único entre 1651 y 1654.

## Biografía
Pedro Benedit Horruytiner nació en Zaragoza en 1613. Era hijo de Gilberto Benedit Horruytiner e Inés Catalán. Su tío Luis Benedit Horruytiner había sido gobernador de la Florida entre 1633 y 1638, y había fundado misiones para los indios apalaches. Pedro Benedit Horruytiner sirvió en el Ejército desde 1635, y ejercería los empleos de capitán y sargento mayor (teniente coronel).
Pasó a San Agustín, capital de la Florida, siendo gobernador su tío. El 11 de abril de 1646 fue nombrado sargento mayor de la plaza y presidio de San Agustín, desempeñado además el cargo de gobernador interino de la Florida. Junto con Francisco Menéndez Márquez, en septiembre de 1647 obligó a los indios chisca, que habían atacado poblados de la tribu evangelizada de los timucua, a asentarse en las misiones, bajo la amenaza de ser erradicados de la Florida. De este modo, los caciques chisca aceptarían asentarse en las misiones de los timucua.
En enero del mismo año, Horruytiner había ordenado al alférez Pedro de Florencia buscar a los indios que habían abandonado las misiones de San Francisco de Potano y Santa Fé de Teleco, temiendo que quedasen despobladas permanentemente. La expedición probablemente lograría su objetivo, puesto que los españoles trataron de repoblar aquellos poblados, si bien continuó su disminución demográfica.
Tras la revuelta de los apalaches de 1847, el 8 de enero de 1648 Benito Ruiz de Salazar Vallecilla ocupó nuevamente el cargo de gobernador de la Florida, reemplazando a Benedit Horruytiner, quien volvería a ser nombrado gobernador interino el 19 de octubre de 1651 hasta su destitución por Diego de Rebolledo el 18 de junio de 1654. Pedro Benedit Horruytiner falleció el 20 de noviembre de 1684, a los 71 años de edad, sirviendo a la Corona española.

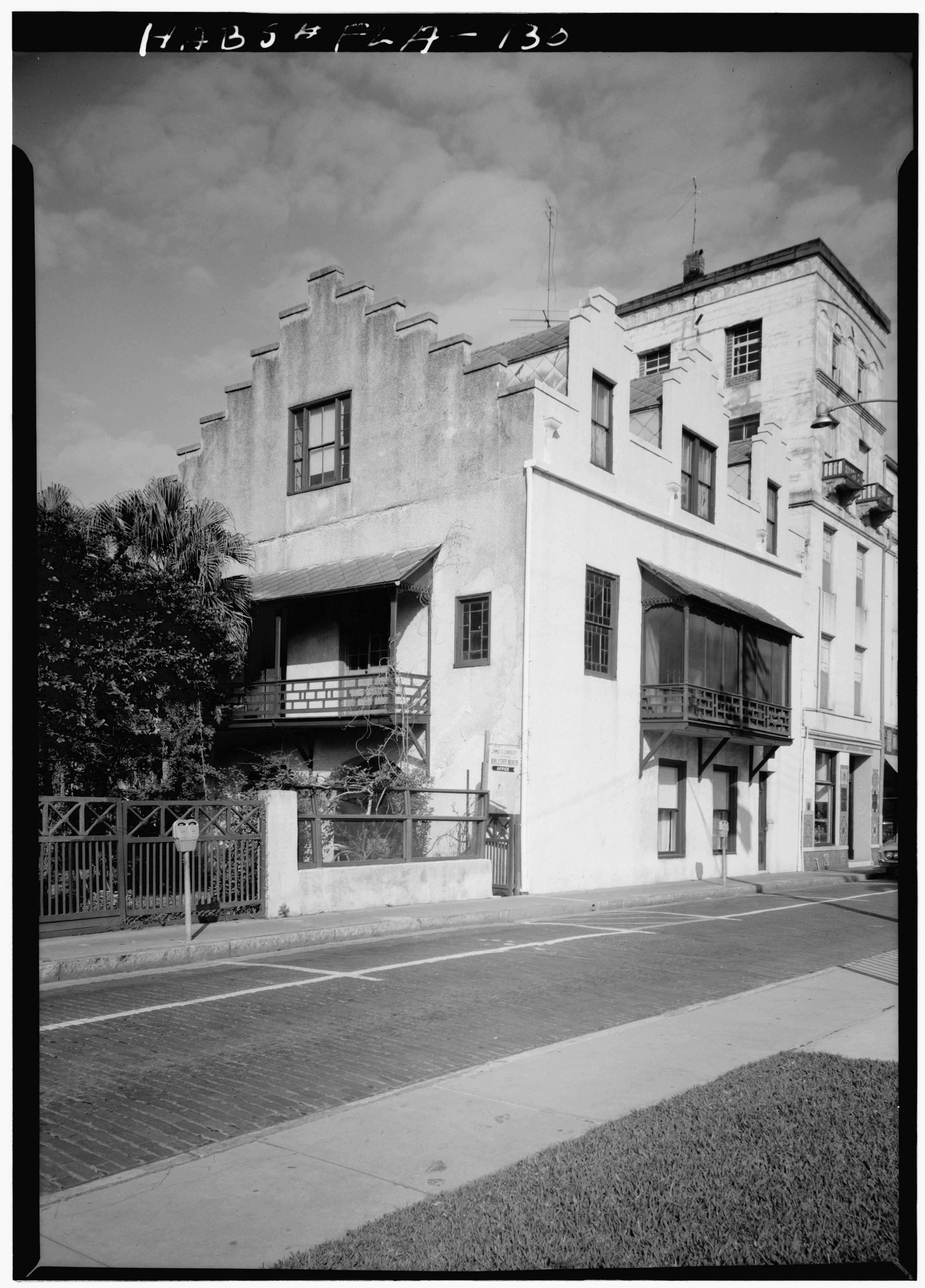
Casa en la que habitó Pedro Benedit Horruytiner (Don Pedro Horruytiner House), en la calle Saint George Street núm. 214 de San Agustín.

### Familia
Pedro Benedit Horruytiner casó el 19 de febrero de 1637 en San Agustín con María Ruiz de Cañizares Mexía y Florencia, hija del alférez Juan Ruiz de Cañizares, cabo de Escuadra, y de Lorenza Florencia y de los Ángeles. Tuvieron varios hijos, entre ellos a Isabel, Manuela, Jacobina, Juan, Pedro, José, Lorenzo y Juan Benedit de Horruytiner y Ruiz de Cañizares. Juan Benedit Horruytiner fue capitán del Ejército.

## Legado
- La biblioteca privada de Pedro Benedit Horruytiner en San Agustín es una de las más antiguas que se conservan en Florida. La historia de la biblioteca ha sido descrita por los historiadores Luis R. Arana y Eugenia B. Arana en su artículo «A private library in St Augustine, 1680», publicado en El Escribano: The St. Augustine Journal of History (8:4, 1971, pp. 158-171), por la St. Augustine Historical Society.[8]
- Entre los descendientes de Benedit Horruytiner se encuentra el dictador español Miguel Primo de Rivera y su hijo José Antonio, fundador de la Falange Española.[1]
- En el libro Ghosts of St. Augustine de Dave Lapham y Tom Lapham, que recoge narraciones populares acerca de fantasmas en San Agustín, se cuenta una historia titulada The Gallant Governor sobre el gobernador Don Pedro Horruytiner.[9]